# Angletarn Beck
Der Angletarn Beck ist ein Fluss im Lake District, Cumbria, England. Der Fluss entsteht als Abfluss des Angle Tarn unterhalb der Angletarn Pikes an der Westseite des Sees und fließt in westlicher Richtung bis zu seiner Mündung in den Goldrill Beck.